# Peristeria cerina
Peristeria cerina là một loài lan có mặt từ Trinidad đến đông bắc Brasil.

## Hình ảnh

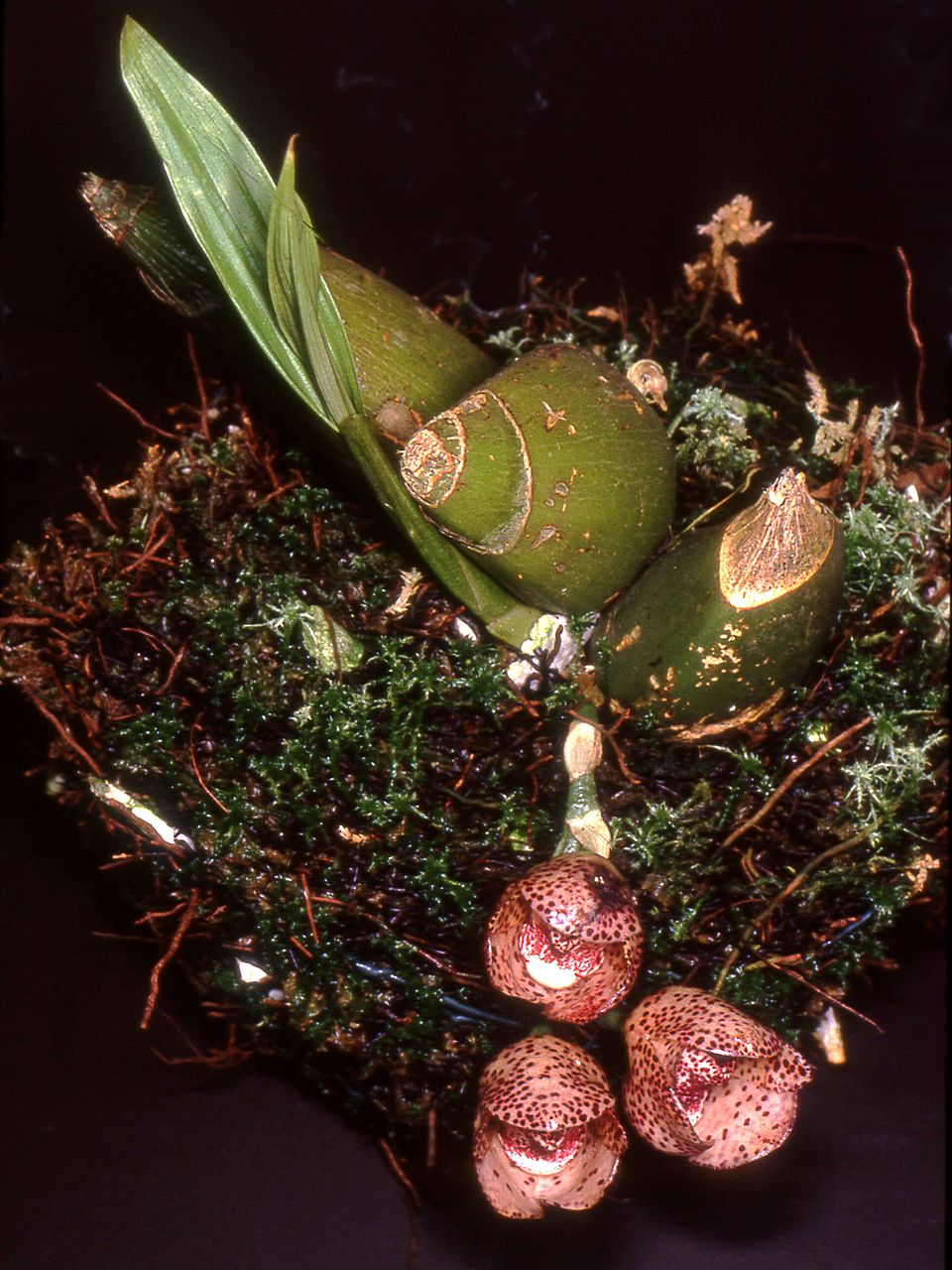
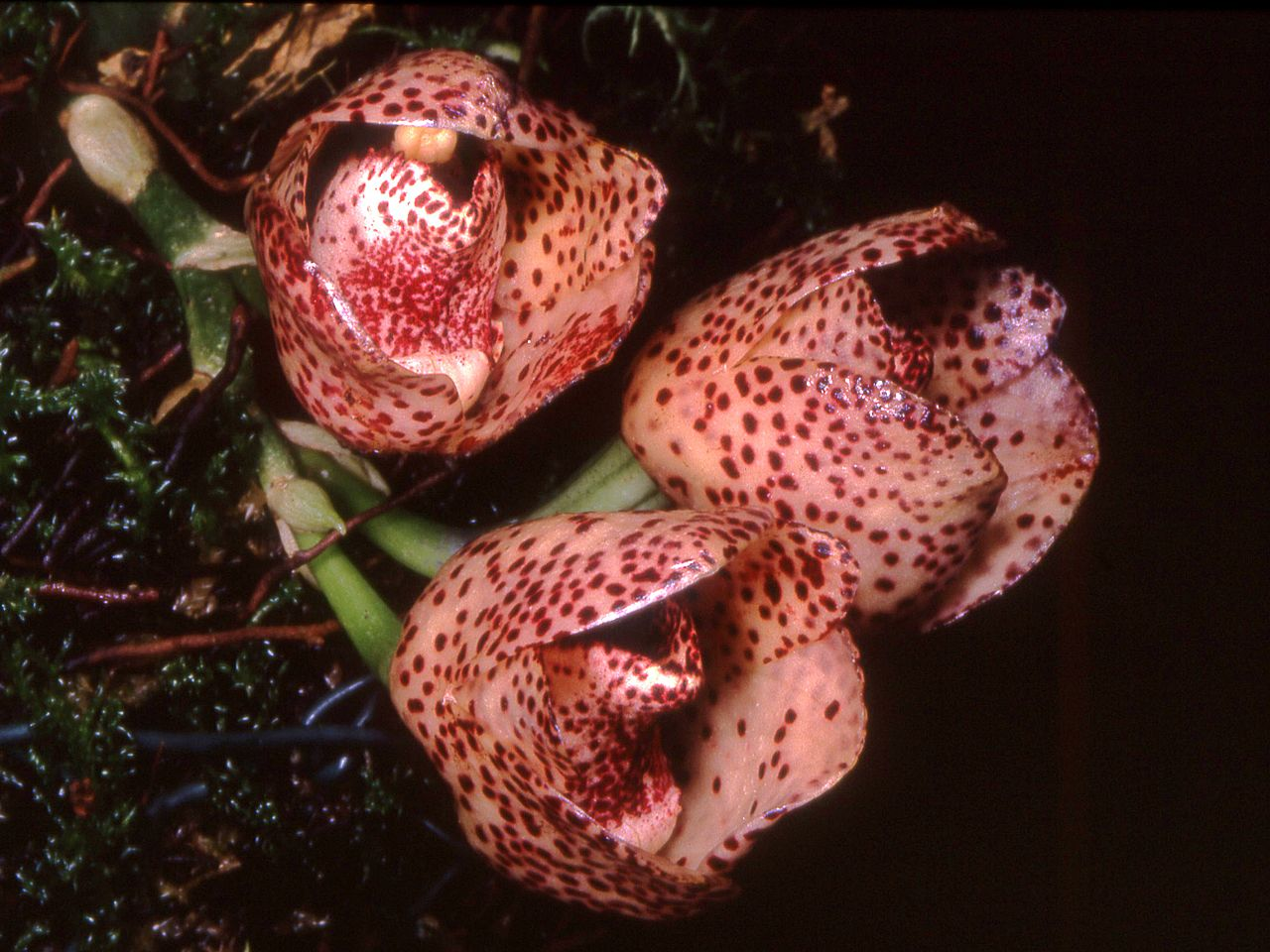
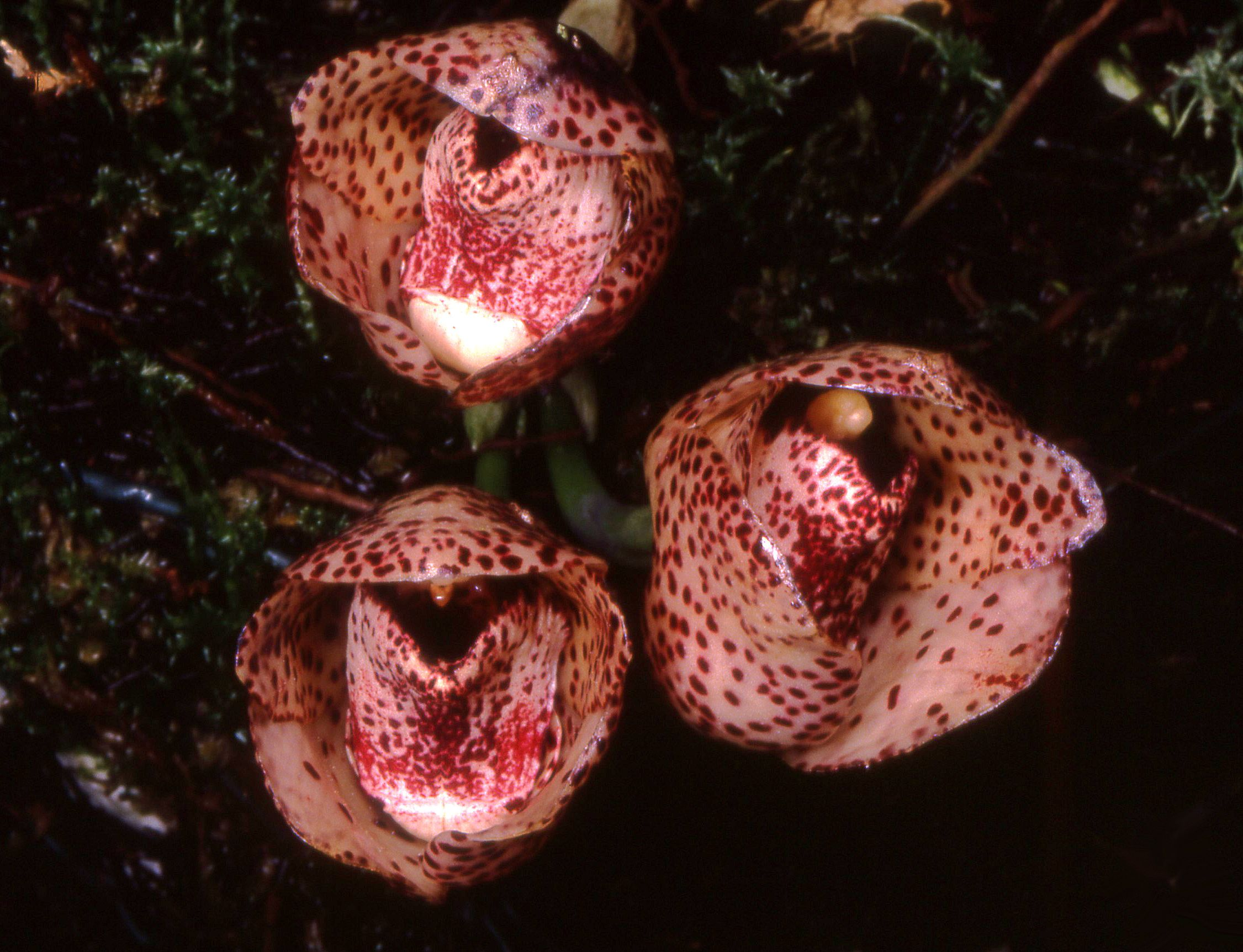